# Mīān Rāhān
Mīān Rāhān (persiska: میان راهان) är en ort i Iran.   Den ligger i provinsen Kermanshah, i den nordvästra delen av landet, 400 km väster om huvudstaden Teheran. Mīān Rāhān ligger 1 346 meter över havet och antalet invånare är 489.
Terrängen runt Mīān Rāhān är kuperad åt nordost, men åt sydväst är den bergig.Runt Mīān Rāhān är det ganska tätbefolkat, med 60 invånare per kvadratkilometer. Närmaste större samhälle är Barnāj, 12,2 km söder om Mīān Rāhān. Trakten runt Mīān Rāhān består till största delen av jordbruksmark.